# Paul-André Boutilier
Pour les articles homonymes, voir Boutilier.
Paul André Boutilier (né le 3 mai, 1963 à Sydney en Nouvelle-Écosse) est un joueur professionnel de hockey sur glace devenu entraîneur. Il joue en défense et remporte la Coupe Stanley avec les champions de 1983, les Islanders de New York.